# Transtympanacris
Transtympanacris is een geslacht van rechtvleugeligen uit de familie veldsprinkhanen (Acrididae). De wetenschappelijke naam van dit geslacht is voor het eerst geldig gepubliceerd in 1985 door Lian & Zheng.

## Soorten
Het geslacht Transtympanacris omvat de volgende soorten:
- Transtympanacris acutalula Zheng & Xin, 1999
- Transtympanacris xueshanensis Lian & Zheng, 1985
- Transtympanacris yajiangensis Zheng, 1995